# Куяльник
Куя́льник — село Куяльницької сільської громади в Подільському районі Одеської області, Україна. Адміністративний центр громади. Населення становить 1482 осіб.

## Історія
Під час організованого радянською владою Голодомору 1932—1933 років померло щонайменше 111 жителів села.
12 червня 2020 року, відповідно до Розпорядження Кабінету Міністрів України від № 724-р «Про визначення адміністративних центрів та затвердження територій територіальних громад Одеської області», увійшло до складу Куяльницької сільської територіальної громади.
19 липня 2020 року, в результаті адміністративно-територіальної реформи і ліквідації Подільського району (1923-2020), село увійшло до складу новоутвореного Подільського району Одеської області.

## Персоналії
- Шорис Ольга Павлівна (1978-2022) - старший солдат, загинула 24 лютого 2022 року.
- Барбул Вікторія Вікторівна (1986 за іншими даними 1989-2022) - старший солдат, загинула 24 лютого 2022 року.
- Черній Олег Іванович (1979-2022) - старший сержант, загинув 24 лютого 2022 року.

## Населення
Згідно з переписом УРСР 1989 року чисельність наявного населення села становила 1099 осіб, з яких 528 чоловіків та 571 жінка.
За переписом населення України 2001 року в селі мешкало 1476 осіб.

### Мова
Розподіл населення за рідною мовою за даними перепису 2001 року:
| Мова       | Відсоток |
| ---------- | -------- |
| українська | 61,74 %  |
| російська  | 19,23 %  |
| румунська  | 19,03 %  |